# Eusceptis paraguayensis
Eusceptis paraguayensis är en fjärilsart som beskrevs av Max Wilhelm Karl Draudt 1939. Eusceptis paraguayensis ingår i släktet Eusceptis och familjen nattflyn. Inga underarter finns listade i Catalogue of Life.